# Marie de Rohan-Montbazon
Marie Aimée de Rohan-Montbazon, ismertebb férjezett nevén Chevreuse hercegné (Coupvray, Île-de-France, Francia Királyság, 1600. december – Gagny, Francia Királyság, 1679. augusztus 12.), francia főnemesi hölgy, első házassága révén Luynes hercegnéje, második férje révén Chevreuse hercegnéje, Ausztriai Anna francia királyné udvarhölgye és bizalmasa. 
Richelieu és Mazarin bíboros főminiszterek politikai ellenfele. Szépsége és intellektusa folytán befolyásos személyek szeretője volt, politikai intrikákat és titkos összeesküvéseket mozgatott a háttérből, XIII. Lajos udvarában, majd a Fronde felkelés éveiben. Többször kegyvesztetté vált, száműzték de visszatérve tovább folytatta üzelmeit egészen a Fronde bukásáig. Változatos szerelmi élete során viszonya volt (többek között) George Villiersszel (1592–1628), Buckingham 1. hercegével és (Tours-i száműzetése idején) François de La Rochefoucauld herceggel (1613–1680), író–moralistával is. Viszonyait nagy ügyességgel használta fel saját érdekei érvényesítésére, kapcsolatépítésre, szövetségesek keresésére, információszerzésre és politikai célok elérésére.

## Élete

### Származása, gyermekkora
A bretagne-i eredetű ősi Rohan hercegi család Montbazon ágából származott. Édesapja Hercule de Rohan (1568–1654) volt, Louis VI de Rohan-Guéméné herceg és Éléonore de Rohan-Gié harmadik fia, Montbazon hercege, Rochefort grófja, IV. Henrik király bizalmasa, Franciaország pair-je, a király fővadászmestere (grand veneur de France), Párizs és Île-de-France tartomány kormányzója.
Édesanyja, Madeleine de Lenoncourt (1576–1602) volt, Hercule herceg első felesége, Henri III de Lenoncourt–Coupvray és Françoise de Laval-Bois-Dauphin leánya, aki először Hercule bátyjának, Louis VII de Rohan-Guéméné hercegnek felesége volt, 1594-ben megözvegyülvén feleségül ment sógorához, Hercule-höz, Louis öccséhez. Hercule herceg és Madeleine hercegné házasságából két gyermekük született:
- Louis de Rohan (1598–1667), apjuk halála után VIII. Louis néven Guéméné hercege, Montbazon IV. hercege, aki unokanővérét, Anne de Rohan-Guéménét (1606-1685), Hercule másik bátyjának, Pierre de Rohan-Guéméné hercegnek leányát vette feleségül. (Fiuk, Louis de Rohan lovag (1635–1674) gárdaezredes, fővadászmester részt vett a XIV. Lajos megbuktatására szőtt Latréaumont-összeesküvésben, ezért 1674-ben fejét vették.)

- Marie de Rohan (1600–1679), 1617-től Luynes hercegné, 1622-től Chevreuse hercegné.

Marie apja, Hercule herceg 1602-ben megözvegyült. 26 év múlva, 1628-ban másodszor is megnősült, a nála 42 évvel fiatalabb Marie d’Avaugour grófkisasszonyt (1610–1657), a bretagne-i Claude d’Avaugour gróf és Catherine Fouquet de La Varenne leányát. Marie d’Avaugour-Montbazon hercegné korának egyik legszebb (és legtöbbet rágalmazott) szépasszonya lett. Hercule herceg második házasságából három gyermek született, Marie de Rohan féltestvérei:
- Marie-Éléonore de Rohan (1629–1682), kolostorba küldték, főapátnő lett Caen-ban, majd Malnoue-ban (ma Émerainville)
- François (1630–1712), aki Anne Julie de Rohan-Chabot-t (1648–1709), Soubise úrnőjét vette feleségül, az ő jogán (de iure uxoris) Soubise hercege lett. Az ő fiuk Armand-Gaston-Maximilien de Rohan bíboros (1674–1749), Strassburg hercegérseke, a Rohan-Soubise családi ág megalapítója.
- Anne de Rohan (1640–1684), aki 1661-ben saját unokaöccséhez, Louis-Charles d’Albert de Luynes herceghez (1620–1690), saját féltestvérének, Marie de Rohannak fiához ment feleségül.[5] Az ő egyik leányuk, Jeanne-Baptiste d’Albert de Luynes (1670–1736), 13 évesen Verrue grófjának felesége, majd 1688–1700 között, saját családja és uralkodója ösztönzésére II. Viktor Amadé savoyai herceg ágyasa lett.

Marie kétesztendős volt 1602-ben, amikor édesanyja váratlanul elhunyt. Két évvel idősebb bátyjával, Louis-val együtt Veignében, a Couzières kastélyban nevelkedett, apjának háznépe felügyelt rájuk. A két testvér ragaszkodott egymáshoz, Marie sokszor fiúruhát hordott, bátyjával és annak barátaival versenyt lovagolt, vadászott, solymászott.  
1628-ban, apja második esküvőjének idején, Marie, Chevreuse hercegnéje már 27 éves volt, első férjét 7 éve vesztette el, tőle született legfiatalabb gyermeke is már hatéves volt. Hat év óta élt második házasságában, második gyermekét várta második férjétől. Új „mostohaanyja”, Marie d'Avaugour 17 éves volt ekkor.

### Első házassága

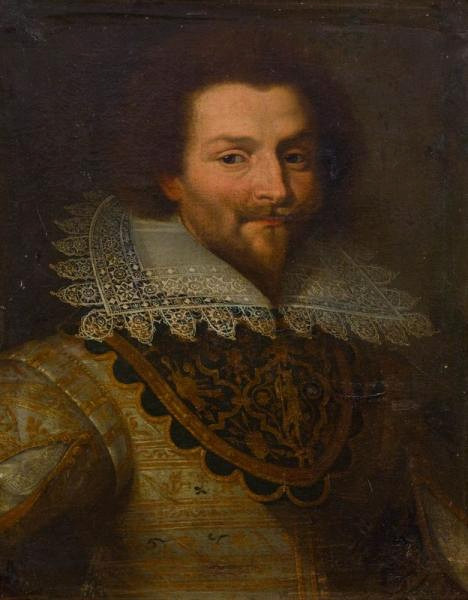
Első férje, Charles d’Albert, Luynes hercege

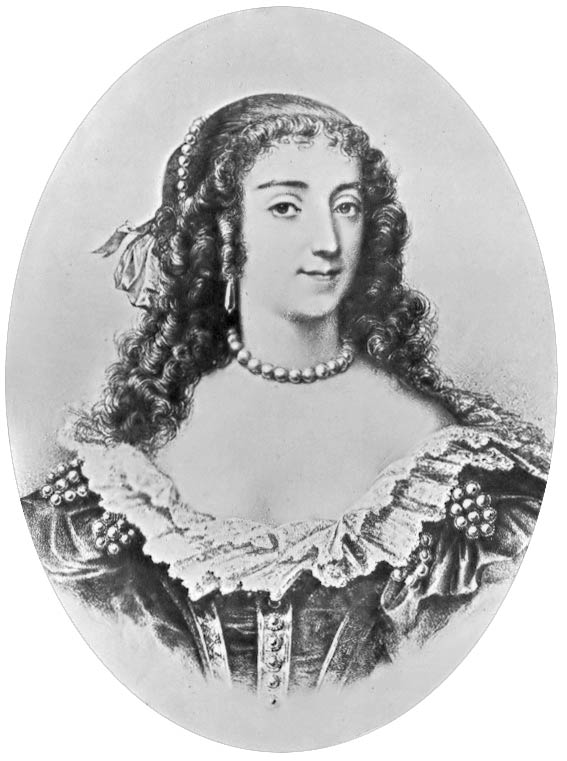
Az ifjú Marie de Rohan

Miután XIII. Lajos 1615-ben feleségül vette a 14 éves Ausztriai Anna spanyol infánsnőt, a 15 éves Marie de Rohant apja beajánlotta a királynéi udvartartásba. A királyné udvarhölgyeként Marie mindenkit elbűvölt szépségével, vidám kedélyével és merészségével. 1617 áprilisában XIII. Lajos kegyence, Charles d’Albert (1578–1621), Luynes márkija (őrgrófja) összeesküvést szervezett a elhunyt IV. Henrik és az özvegy Medici Mária anyakirályné mindenható kegyence, Concino Concini ellen. Concini meggyilkolásával és az anyakirályné száműzetésével a tényleges hatalom XIII. Lajos és kegyencei kezébe ment át. Luynes márkit a király főminiszterré és Franciaország connétable-jává nevezte ki. Az ekkor 39 éves Luynes márki feleségül kérte a 17 éves Marie de Rohant. 1617. szeptember 13-án megtartották az esküvőt. Marie első házasságából két gyermek született:
- Louis Charles(wd) (1620–1690), Luynes 2. hercege, Franciaország pair-je, író, moralista és műfordító, XIII. Lajos király keresztfia. 1661-ben saját nagynénjét, Anne de Rohan-t (1640–1684) vette feleségül.
- Anne Marie de Luynes (1622–1646), már apjának halála után született.

1619-ben a király Charles d’Albert-t Luynes hercegévé (duc de Luynes) emelte. Az ország egyik legnagyobb politikai hatalommal bíró személyisége lett, a katolikus párt és a spanyol orientáció híve. Bevezette feleségét az udvari intrikák sűrűjébe. Kitanította, hogyan igazodjon el az udvaroncok egymással küzdő, gátlástalan érdekszövetségei között. 1618 decemberében a király új tisztséget kreált Marie de Luynes hercegné számára, kinevezte a királyné udvartartásának főintendánsává, ezzel a palota legmagasabb rangú hölgyévé emelte. Elődjét, az idős Laurence de Clermont-Montoison-t (1571–1654), Henri de Montmorency connétable (1534–1614) özvegyét, a királyné első udvarhölgyét tiltakozása ellenére visszavonulásra kényszerítették. Az ifjú Marie gyorsan megnyerte a vele egykorú királyné bizalmát, szoros baráti kapcsolatba került vele. XIII. Lajos is lelkesedett az ifjú hercegné iránt, aki bátyjának és fiúbarátainak körében nevelkedett, értett a lovakhoz, és a férfiakkal lépést tartott a vadászatokon, solymászatokon.
1620 karácsony estéjén, Anna királyné és udvartartása jelenlétében megszületett Marie hercegné és Luynes herceg első fia, Louis Charles. A hercegi trónörökös születését Párizs harangzúgással és ágyúlövésekkel üdvözölte. A fiú keresztapaságát XIII. Lajos király, keresztanyaságát az anyakirályné, Medici Mária vállalta.
1621-ben Marie férje, Charles d’Albert, Luynes hercege délnyugat-franciaországi hadjáratra vonult. December 15-én a longueville-i táborban „kiütéses lázban” (valószínűleg skarlátban) meghalt. Az előrelátó Marie-nak ekkor már viszonya volt a nála 22 évvel idősebb Claude de Lorraine-nel (1578-1657), Chevreuse hercegével, a Guise hercegi ház tagjával.

### Második házassága

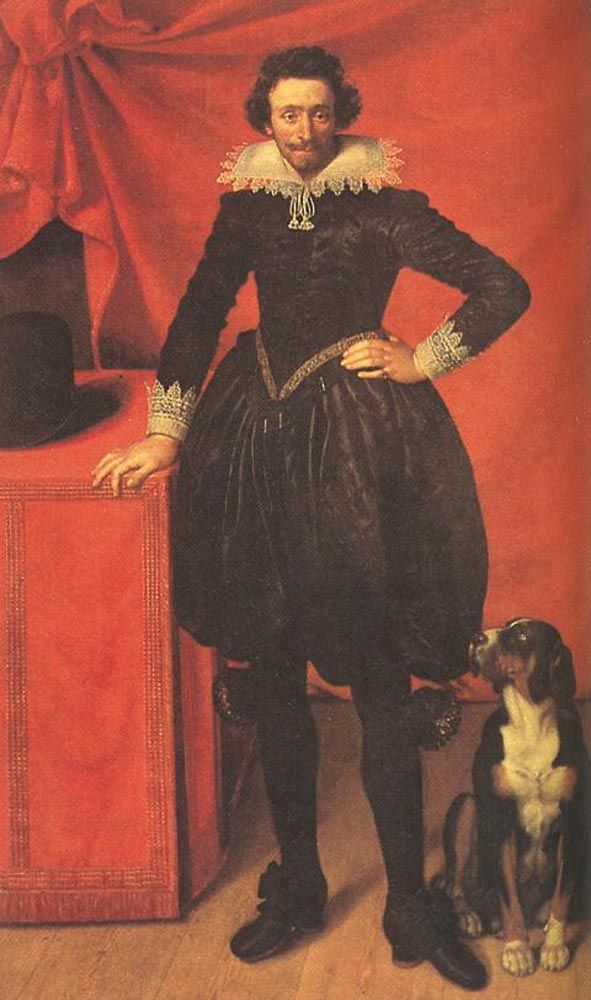
Marie második férje, Claude de Lorraine, Chevreuse hercege

1622. március 14-én Anna királyné, Marie de Rohan főudvarmesternő és Verneuil kisaaszony (az elhunyt IV. Henrik király természetes leánya) a Louvre termeiben fogócskáztak, a viselős királyné elesett, és elveszítette gyermekét. A dühöngő király a balesetért a könnyelmű Marie-t okolta, és elküldte az udvartól. Kis híján kegyvesztett lett.
A 22 éves özvegy Marie-nak sürgősen stabilizálnia kellett helyzetét. 1622. április 21-én Párizsban feleségül ment szeretőjéhez, Claude de Lorraine-hez (1578-1657), I. Henrik guise-i herceg ötödik fiához, Chevreuse hercegéhez, Franciaország pair-jéhez, a királyság főkamarásához (grand-chambellain), Marche és Auvergne kormányzójához.  Második férjétől három leánya született:
- Anne-Marie de Lorraine (1624–1652), kolostorba küldték, főapátnő lett a Pont-aux-Dame apátságban (Couilly-Pont-aux-Dames). Párizsban hunyt el, fiatalon, gyermektelenül.
- Charlotte-Marie de Lorraine (1627–1652), Chevreuse kisasszonya, aki az angliai Richmond-ban született. A Fronde alatt a lázadó Jean-François Paul de Gondinak (1613-1679), Retz bíborosnak (majd más „frondőr” arisztokratáknak) szeretője lett. Armand de Bourbon-Conti herceggel, a Nagy Condé öccsével tervezett házassága meghiúsult, gyermektelenül hunyt el.
- Henriette de Lorraine (1631–1693, kolostorba küldték, főapátnő lett a jouarre-i Notre-Dame de Jouarre apátságban. Párizsban hunyt el, gyermektelenül.

Claude de Chevreause herceg és új felesége 1622–23-ban Clément Métezeau királyi hadmérnök-építésszel új, fényűző városi palotát építtettek Párizsban, az akkori Saint-Thomas-du-Louvre utcában, a Louvre és a Tuileriák palotája között. (Az Hôtel de Chevreuse később, 1662 után a Longueville hercegi családé lett (Hôtel de Longueville). 1834-ben a Tuileriák kertjének rendezésekor az egész utcát lebontották.)

### Intrikái Richelieu ellen

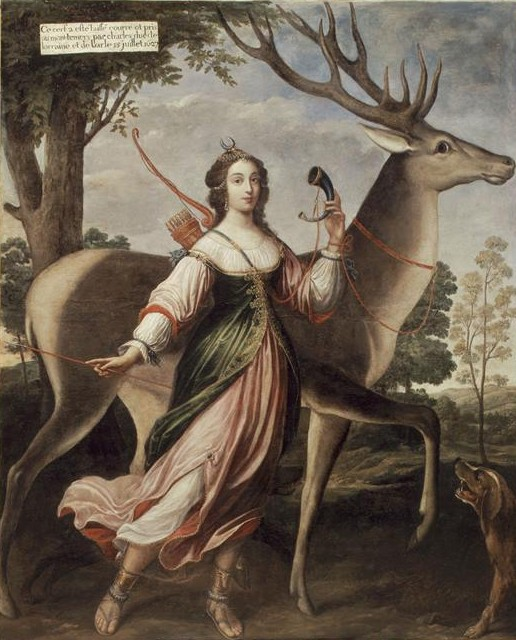
Marie de Chevreuse mint Diána istennő (1627)

Az Anna királyné terhességének megszakadását okozó tragikus baleset miatt Marie-nak távoznia kellett az udvartól. Új férje, Chevreuse hercege azonban a szuverén Guise-ház tagja volt, magas méltósága feleségét szinte érinthetetlenné tette. A férj hamarosan elérte, hogy felesége visszatérhessen az udvarhoz és visszakapja minden korábbi tisztségét. Marie-nak nagy segítséget jelentett Anna királyné szenvedélyes ragaszkodása is az ő személyéhez.
Az udvarban Marie de Chevreuse hercegné a Richelieu bíboros főminiszter ellen szervezkedő főúri csoportok oldalára állt. A főminiszter a királyi központi hatalom erősítésén, a „vér szerinti hercegek” hatalmi törekvéseinek visszaszorításán dolgozott. 1623-ban Chevreuse hercegné felismerte Buckingham hercege és a fiatal királyné kölcsönös szimpátiáját. Aktuális szeretőjével, Lord Kensingtonnal, a későbbi Earl of Hollanddal és más Richelieu-ellenes főurakkal, segítette a herceg és a királyné titkos levelezését és közvetítőként arra törekedett, hogy elmélyítse vonzalmukat. 1624-ben Richelieu felfedte a kapcsolatot, ez kínos helyzetbe hozta a királynét. 1625-ben – I. Jakab angol király elhunyta után – Buckingham hercegének hatalma Angliában megnövekedett, Marie és elvbarátai szövetségesüknek tekintették őt Richelieu ellen. A királyné és a herceg kapcsolata azonban megmaradt a társasági flört szintjén.
1626-ban Marie aktuális szeretőjével, Henri de Talleyrand-Périgord-ral, Chalais grófjával, a királyi ruhatár főfelügyelőjével együtt összeesküvést szervezett Richelieu bíboros meggyilkolására, amelyet Gaston trónörökös herceg, a gyermektelen király 17 éves öccse is támogatott. A főminiszter felfedte a tervet, a résztvevőket bebörtönözték, Chalais grófját halálra ítélték és Nantes-ban lefejezték, Marie de Chevreuse-t Poitou-ba száműzték. Férjének rokonaihoz, a lotaringiai hercegi udvarba szökött. Kivetette hálóját a 22 éves IV. Károly hercegre, akit sikeresen megnyert a Buckingham által vezetett franciaellenes koalíció ügyének. 1628-ban, miután Buckingham hercegét Angliában egy obsitos katonatiszt meggyilkolta, Károly herceg kijárta XIII. Lajos királynál, hogy engedélyezte Marie visszatérését Franciaországba. Dampierre kastélyába költözött, és folytatta szövevényes üzelmeit. 1630.  november 11-én azonban egy nagyobb konfrontáció („journée des Dupes”) után Richelieu teljhatalmat kapott a királytól, száműzetésbe küldte Medici Mária özvegy anyakirálynét, leszámolt főnemesi ellenfeleivel és abszolút hatalmat épített ki.
1633-ban a bíboros titkosszolgálata felfedte, hogy Marie de Chevreuse hercegné államtitkokat csalt ki aktuális szeretőjétől, Charles de L’Aubespine-tól, Châteauneuf márkijától, a királyi tükrök főfelügyelőjétől, és ezeket elárulta Spanyolországnak, emiatt Tours-ba száműzték. (Ekkor hálózta be a nála 13 évvel fiatalabb François de La Rochefoucauld herceget, akit sikeresen be is szervezett a Richelieu elleni harc ügyének).

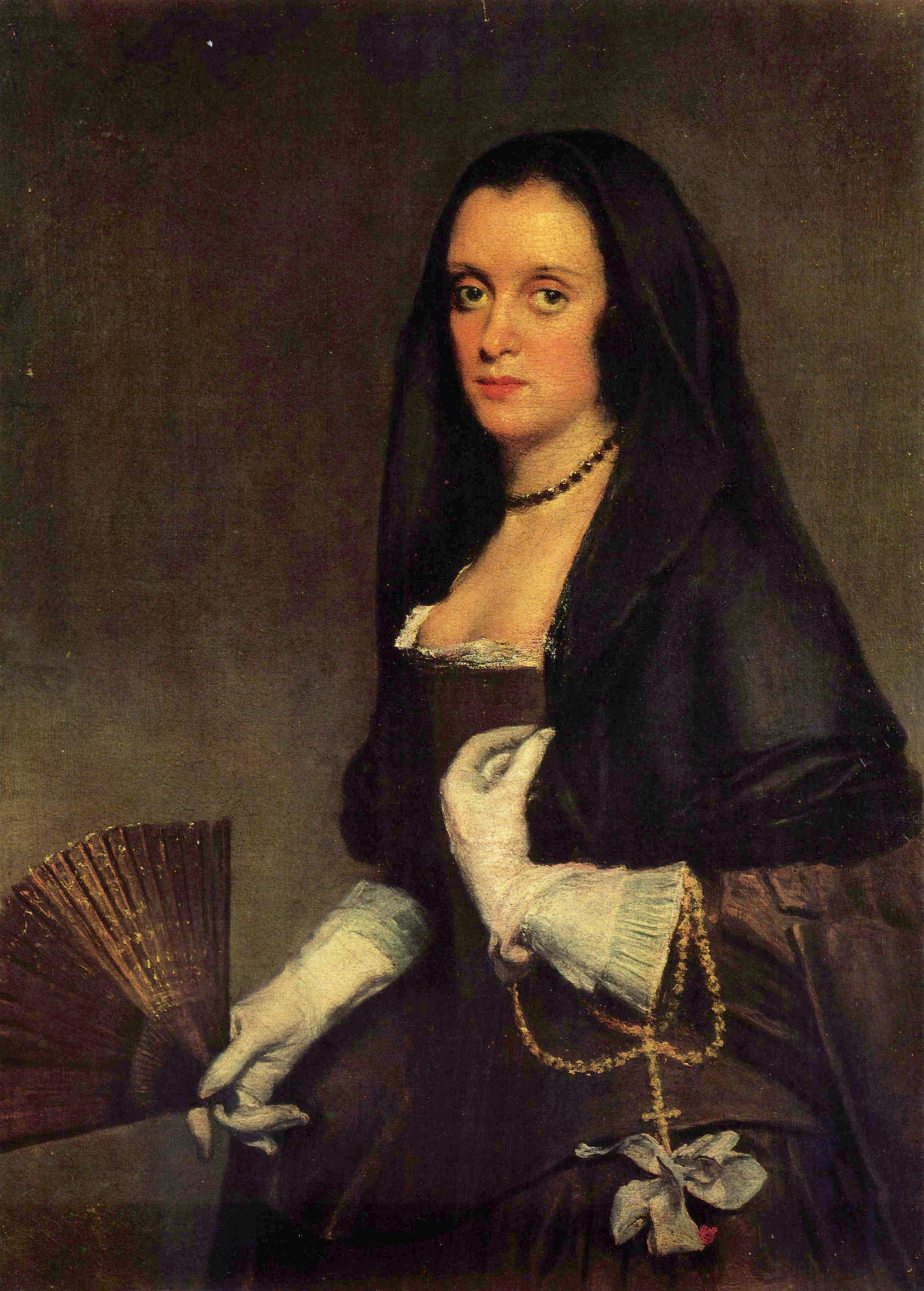
Chevreuse hercegné Diego Velázquez festményén (1635 k.)

1637-ben, amikor Franciaország már második éve háborúban állt Spanyolországgal, Richelieu ügynökei rájöttek, hogy Anna királyné Chevreuse hercegné segítségével és közvetítésével áruló tartalmú levezést folytat spanyolországi királyi rokonaival. A királynét állandó szigorú felügyelet alá helyezték, Chevreuse hercegné a letartóztatás elől Tours-ból álruhában (férfinak öltözve) Spanyolországba menekült. Ezúttal nem térhetett vissza Franciaországba. 1638-ban Angliába hajózott, itt viszontlátta régi szeretőit, Henry Rich-et, Holland grófját és Sir Walter Montague-t. Minden követ megmozgatott, hogy közbenjárásukkal visszanyerhesse Lajos király kegyét. 
Chevreuse hercegét Londonba küldték, hogy hozza haza feleségét. A felelősségre vonás elől Marie ismét az ellenséghez, Spanyol-Flandriába szökött. 1641-ben aktívan támogatta Louis de Bourbon-nak (1604–1641), Soissons grófjának, egy „királyi vérből való hercegnek” (prince de sang) lázadását, amit a francia királyi hadsereg a marfée-i csatában fegyverrel levert, a harcban Soissons grófja is elesett. 1642-ben segítette Cinq-Mars márki összeesküvését, akinek titkos levelezését azonban Richelieu elfogta, a márkit Narbonne-ban letartóztatták és Lyonban felségárulásért lefejezték.

### Intrikái Mazarin ellen
1642-ben Richelieu, 1643-ban XIII. Lajos király is meghalt. A király végakaratában külön kikötötte, hogy Chevreuse hercegné sohasem térhet vissza Franciaországba. Ekkorra a Bourbon királyi ág trónöröklése már megnyugtató módon biztosítva volt, az 1638-ban született XIV. Lajos király és öccse, az 1640-ban született Fülöp orléans-i herceg révén. A gyermekkorú király mellett az özvegy Anna anyakirályné lett a királyság régense. Ő a párizsi parlamentet szólította fel, hogy érvénytelenítse a királyi végakaratot, és Chevreuse hercegné visszatérhessen.
Párizsban Marie megkísérelte helyreállítani régi bizalmas kapcsolatát az özvegy Annával, aki azonban már az új főminiszter, Jules Mazarin őszinte híve és lelkes rajongója volt, emiatt a hercegné halálosan meggyűlölte a bíborost. Már 1643-ban részt vett abban a főúri összeesküvésben (Cabale des Importants), amely Mazarin meggyilkolására tört. Az összeesküvés gyors kudarcba fulladt, vezetőjét, François de Vendôme-ot börtönbe zárták, társait száműzték. A régens-királyné próbálta menteni régi barátnőjét, öt hétig kivárt, de a cáfolhatatlan bizonyítékokkal szembesülve felkérte Marie-t, hagyja el az udvart. Középső leányával, Charlotte-tal együtt Touraine tartományba, a Couzières kastélyba húzódott, de Mazarin ügynökei jelentették, hogy továbbra is gyanús személyekkel levelez és találkozik. 1645 áprilisában Marie a letartóztatás elől Sain-Malóba szökött, innen Angliába hajózott. I. Károly király azonban már harcban állt a parlamenti „kerekfejűekkel”, Chevreuse hercegnőt, leányával együtt Wight-szigetén internálták. A spanyol nagykövet közbenjárására engedélyezték, hogy Spanyol-Németalföldre távozzanak, Brüsszelben telepedtek le. 

### Intrikái a Fronde idején
Itt érte a parlamenti Fronde kitörésének híre. A Mazarin hatalma ellen készülő arisztokraták az igen népszerű Chevreuse hercegné mellé külön összekötő személyt rendeltek ki, Jean-François Paul de Gondi (a későbbi Retz bíboros) bizalmas emberét, Geoffroy de Laigues márkit. Ő lett a hercegné utolsó (ismert) szeretője. 1649-ben, a parlamenti Fronde-ot lezáró rueil-i béke megkötése után, Chevreuse hercegné, Charlotte leányával együtt engedély nélkül megjelent a Compiègne-ben tartózkodó udvarnál. Anna régens-királyné szolgálatába fogadta, engedélyezte maradását. Chevreuse hercegné megpróbált egyezkedni Mazarinnel. Leánya, Charlotte de Lorraine hercegkisasszony hamarosan a lázadó Nagy Condé herceg támogatójának, Gondinak szeretője lett. Anya és leánya elérték, hogy Gondi tárgyalásba bocsátkozzon Anna régens-anyakirálynéval és – bíborosi kalap reményében – Condé ellen forduljon. 1650. január 18-án a Nagy Condét, öccsét, Conti hercegét és sógorát, Longueville hercegét letartóztatták.
1651 elején a parlamenti Fronde és a hercegi lázadók összefogtak, Mazarin elmenekült, a hercegek kiszabadultak. Chevreuse hercegné megpróbálta leányát, Charlotte-ot férjhez adni a Nagy Condé öccséhez, Armand-hoz, Conti hercegéhez, de húguk, Longueville hercegné tiltakozása miatt a terv meghiúsult. Anna régens-anyakirályné, az őt távolból irányító Mazarinnel egyetértve igyekezett leválasztani Gondit (Retz bíborost) és a Chevreuse hölgyeket a szövetségről. Condé belháborút robbantott ki, de alulmaradt a XIV. Lajoshoz átállt Turenne marsallal szemben. A jó szimatú Chevreuse hercegné időben észlelte a szél fordulását, elhagyta a Condék táborát és titokban tárgyalni kezdett Mazarinnel. A bíboros-főminiszter 1652 áprilisában visszatért Párizsba, Ausztriai Anna megbocsátott Marie-nak és visszafogadta az udvarhoz. 1652 novemberében leánya, Charlotte 25 évesen elhunyt.

### Utolsó évei
A hatalomváltás után Chevreuse hercegné megtarthatta rangját és címeit, továbbra is bejáratos maradt az udvarhoz. A Chevreuse hercegek rezidenciáján, a Dampierre-i kastélyban lakott (Dampierre-en-Yvelines-ben). 1654-ben elhunyt az apja, Hercule de Rohan-Montbazon herceg. Bátyjával, VIII. Louis de Rohan-Guéméné-vel együtt nehéz pereskedést kellett lefolytatniuk az apai örökség átvételéért. 1657-ben elhunyt Marie férje, Claude de Lorraine, Chevreuse hercege is. A másodjára megözvegyült Marie eladta a párizsi Saint-Thomas-du-Louvre utcában épített Chevreuse palotát és (Saint-Simon herceg-történetíró szerint) titokban feleségül ment Geoffroy de Laigues márkihoz, aki 1649 óta hűséggel kitartott mellette.
1660-ban a hercegné Pierre Le Muet építésszel új palotát (Hôtel de Chevreuse) építtetett a párizsi Saint-Dominique utcában. Itt élt 1674-ig, utolsó élettársának, Geoffroy de Laigues márkinak elhunytáig, ezután visszavonult a gagny-i Maison Rouge-kastélyba. Itt hunyt el 1679. augusztus 12-én. A helybeli plébániatemplomban temették el. (Az épületet a 19.század közepén lebontották.)

## Alakja irodalomban, színpadon, filmben
- Gaetano Donizetti Rohani Mária (Maria di Rohan) c. 1843-as operájának ő a címszereplője. A történet középpontjában Marie viszonya áll Henri de Talleyrand-Périgord-ral, Chalais grófjával (az operában „Riccardo”). Marie férje, Claude de Lorraine, Chevreuse hercege az operában „Enrico” néven szerepel.

- Id. Alexandre Dumas 1844-ben megjelent romantikus regényében, A három testőr-ben Chevreuse hercegnére egyfelől mint Aramis titokzatos szeretőjére hivatkoznak. De őt rejtheti, „Marie Michon” álnév alatt, Aramis unokahúgának személye, aki segíti a testőröket, hogy se Anna királyné, se Chevreuse hercegné ne kompromittálódjon Buckingham herceghez írt intim leveleik miatt. A regény további folytatásaiban ez a hölgy lenne Athos természetes fiának, Raoul de Bragelonne vikomtnak az anyja.[15]

- Mazarin, francia televíziós sorozat (FR3, 1978), rendezte Pierre Cardinal. A címszereplő Mazarin bíborost François Périer, Chevreuse hercegnét Jeanne Colletin alakította. A film hangsúlyozottan leszbikus kapcsolatba hozza őt Anna királynéval (Martine Sarcey).[16]

## További információ
- Dorothy De Brissac Campbell. The Intriguing Duchess, Marie de Rohan, Duchesse de Chevreuse (angol nyelven). Andesite Press [1930] (2017). ISBN 978-1297678974
- Michael Prawdin. Marie de Rohan, duchesse de Chevreuse (angol nyelven). London: George Allen & Unwin Ltd (1971). ISBN 978-0049230538

- Christian Bouyer. La Duchesse de Chevreuse : L’Indomptable et voluptueuse adversaire de Louis XIII (francia nyelven). Pygmalion (2002). ISBN 978-2857047520
- Denis Tillinac. L’Ange du désordre. La vie tumultueuse de Marie de Rohan, duchesse de Chevreuse (francia nyelven). Robert Laffont (2003). ISBN 978-2221099742
- Juliette Benzoni. Marie des intrigues - Tome 1 (francia nyelven). France-Loisirs/Plon (2005). ISBN 978-2744184666
- Juliette Benzoni. Marie des passions - Tome 2 (francia nyelven). France-Loisirs/Plon (2006). ISBN 978-2744188916